# 卡米尔·科坦 (演员)
卡米尔·科坦（法語：Camille Cottin；1978年12月1日—），是一位法國女演員。知名於Canal+的电视剧《La Connasse》。2015年主演法国电视二台的电视剧《百分之十》。2016年藉《憨憨公主的心思》获得凯撒电影奖的最有潜力女演员奖的提名。

## 早年生活
卡米尔·科坦出生于巴黎，父亲吉尔斯是一名画家。她在伦敦的夏尔·戴高乐法语中学度过5年，然后回到法国取得英语硕士学位。

## 职业生涯
2015年，科坦主演电视剧《百分之十》。

## 個人生活
科坦与一位设计师结婚并育有一子一女。

## 外部連結
- 卡米爾·科坦在Enjoy Movie上的電影作品列表